# Gabbioneta-Binanuova
Gabbioneta-Binanuova (Gabiunéeda e Binanóa in dialetto cremonese) è un comune italiano di 848 abitanti della provincia di Cremona in Lombardia.

## Storia

### Simboli
Lo stemma e il gonfalone sono stati concessi con decreto del presidente della Repubblica del 24 aprile 2000.

## Monumenti e luoghi d'interesse

### Architetture militari
- Castello di Gabbioneta

### Architetture religiose
- Chiesa di Sant'Ambrogio, a Gabbioneta;
- Oratorio della Beata Vergine di Caravaggio, a Gabbioneta;
- Chiesa dei Santi Martino e Nicola, a Binanuova;
- Oratorio della Beata Vergine del Patrocinio, a Binanuova.

## Società

### Evoluzione demografica
Abitanti censiti

## Amministrazione
| Periodo | Periodo   | Primo cittadino   | Partito              | Carica  | Note |
| ------- | --------- | ----------------- | -------------------- | ------- | ---- |
| 1985    | 1993      | Walter Montini    | Democrazia Cristiana | Sindaco |      |
| 1995    | 2004      | Carlo Fracassi    | Centro               | Sindaco |      |
| 2004    | 2014      | Italo Pedrini     | Lista civica         | Sindaco |      |
| 2014    | 2019      | Karin Spinelli    | Lista civica         | Sindaco |      |
| 2019    | 2024      | Antonio Bonazzoli | Lista civica         | Sindaco |      |
| 2024    | in carica | Antonio Bonazzoli | Lista civica         | Sindaco |      |

## Infrastrutture e trasporti
Tra il 1889 e il 1955 Gabbioneta era servita da una stazione della tranvia Cremona-Ostiano, gestita in ultimo dalla società Tramvie Provinciali Cremonesi.